# A Different Shade
A Different Shade är Erik Segerstedts debutalbum, och släpptes den 21 februari 2007. Den innehåller både rock och poplåtar, där några av dem är skrivna av kända låtskrivare, bl.a. Jörgen Elofsson och Brian McFadden. Wherever You Are är den enda låten på skivan som Erik skrivit själv tillsammans med en kompis, där för övrigt en av hans konkurrenet från Idol; Felicia Brandström medverkar i körsången. Den innehåller också Eriks outsläppta version på Idolvinnar-låten Everything Changes. Skivan sålde så småningom Guld.

## Låtlista
1. 2 Happy 2 Soon
2. How Did We Change
3. I Can't Say I'm Sorry
4. When I Hear You Say My Name
5. Wherever You Are
6. I'm Not Alone
7. Bring My Baby Back
8. She's So
9. Freeway
10. Knockin' On Heavens Door
11. Everything Changes (bonus track)